# いくたびの櫻
「いくたびの櫻」（いくたびのさくら）は、ふくい舞の通算4枚目のシングル。2011年2月2日にJ-moreから発売された。
2011年6月15日には同シングルにボーナストラックやビデオ・クリップ収録のDVDを収めた特別盤「いくたびの櫻 Special Edition〜PRAY FOR ETERNAL LIFE〜」も発売された。

## 概要
アーティスト名義を「福井舞」から「ふくい舞」に改めて最初の作品。
元々、作曲家の佐藤博が亡くなった愛犬に捧げるレクイエムとして作られており、それを聴いたプロデューサーの川添象郎が40年来の友人である山上路夫に作詞を依頼したのがこの曲の誕生の経緯である。2ヵ月後に完成した歌詞を見た川添は「すごい良い詩に違いない」と感動した。ふくい自身も初めて曲を聴いた時はドキッとしたと述懐している。
表題曲「いくたびの櫻」はNHK正月時代劇『隠密秘帖』とNHK土曜時代劇『隠密八百八町』の主題歌としてオンエアされた。なお、ふくいがテレビドラマの主題歌を歌ったのは『アイのうた』（TBS『恋空』・2008年）以来である。またカップリングの「悲しみよ こんにちは」は吉田美奈子が歌詞を提供している。
本作で山上は『第44回日本作詩大賞』を受賞した。さらにふくい自身も本曲で『第44回日本有線大賞』を受賞した。

## 収録曲

### シングル
1. いくたびの櫻 [5:06]
作詞：山上路夫、作曲・編曲：佐藤博
2. 悲しみよ　こんにちは [3:58]
作詞：吉田美奈子・久保井健、作曲：久保井健、編曲：山下健吾・久保井健
3. いくたびの櫻（インストゥルメンタル トラック）
4. いくたびの櫻（カラオケ）

### Special Edition〜PRAY FOR ETERNAL LIFE〜
1. いくたびの櫻
2. 悲しみよ こんにちは
3. いくたびの櫻（インストゥルメンタル トラック）
4. いくたびの櫻（アコースティックVer.）
5. いくたびの櫻（カラオケ）
6. 悲しみよ こんにちは（カラオケ）

DVD
1. いくたびの櫻 Music Video（パフォーマンスVer.）
2. いくたびの櫻 Music Video（ドラマVer.）
ドラマVer.には津川雅彦と笛木優子が出演している。

## 収録アルバム
| 曲名                | 収録アルバム       | 発売日         |
| ------------------- | ------------------ | -------------- |
| いくたびの櫻        | 『Beautiful Days』 | 2011年12月14日 |
| 悲しみよ こんにちは | 『Beautiful Days』 | 2011年12月14日 |